# Montagnac (Hérault)
Montagnac is een gemeente in het Franse departement Hérault (regio Occitanie). De plaats maakt deel uit van het arrondissement Béziers. Montagnac telde op 1 januari 2022 4.465 inwoners.

## Geografie
De oppervlakte van Montagnac bedroeg op 1 januari 2022 39,81 vierkante kilometer; de bevolkingsdichtheid was toen 112,2 inwoners per km².

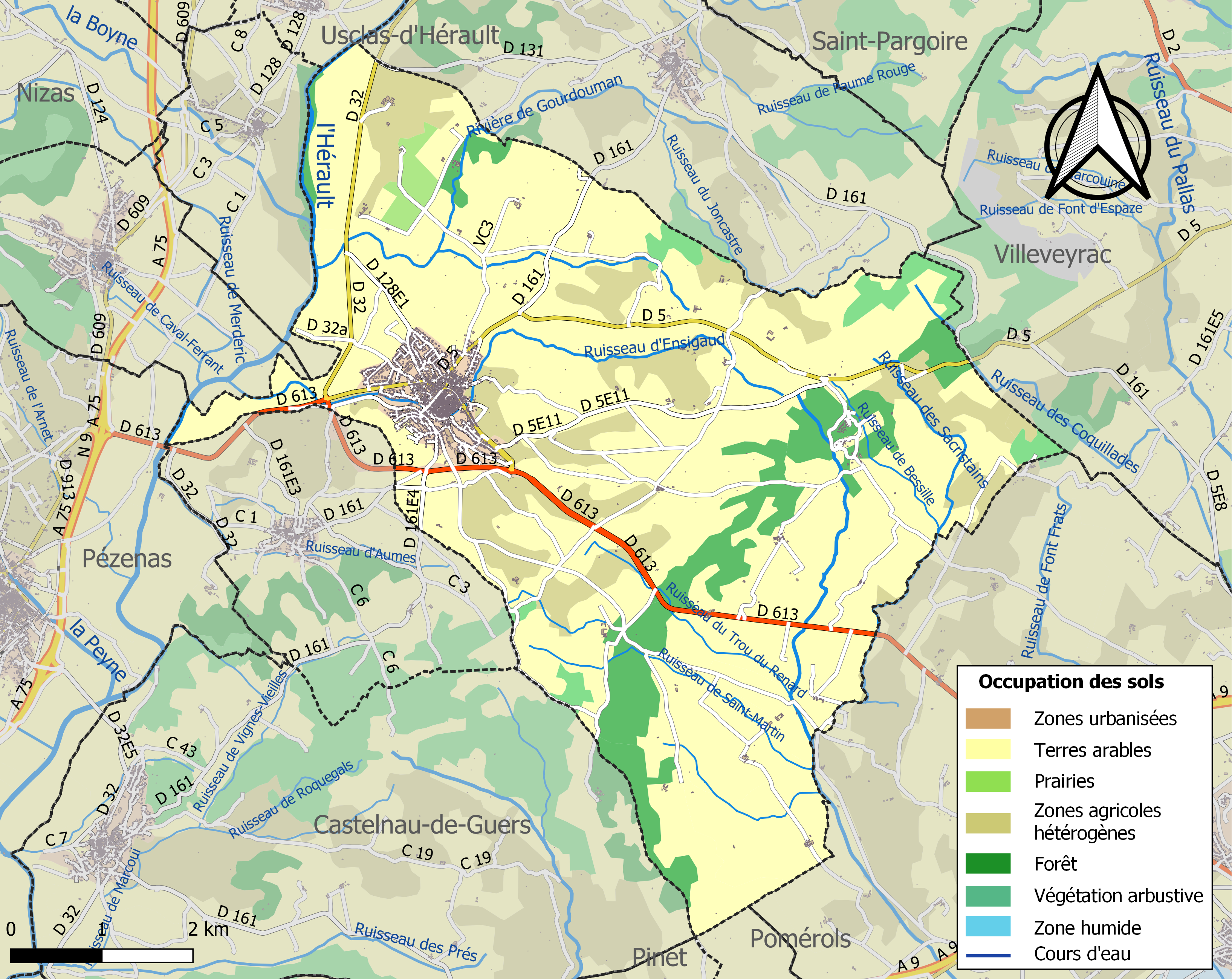
Kaart van de gemeente met belangrijkste infrastructuur, bodemgebruik en omliggende gemeenten

## Demografie
Onderstaande figuur toont het verloop van het inwonertal (bron: INSEE-tellingen).